# 386e division d'infanterie
La 386e division d'infanterie (en allemand : 386. Infanterie-Division ou 386. ID) est une des divisions d'infanterie de l'armée allemande (Wehrmacht) durant la Seconde Guerre mondiale.

## Création
La 386. Infanterie-Division est formée le 1er avril 1940 à partir de Landwehr et de l'état-major de l'Oberfeldkommandantur 530 (OFK 530) de Varsovie dans le Wehrkreis VI en tant qu'élément de la 9. Welle (9e vague de mobilisation).
Elle est organisée comme une Landesschützen-Division qui est une unité d'infanterie territoriale composée de personnel âgé et utilisé pour des fonctions de garde et de la garnison. C'est l'équivalent des régiments d'infanterie territoriale française.
La division est dissoute le 13 août 1940 sans avoir participé à des combats.
Une nouvelle 386e division est formée le 25 novembre 1942 comme 386e division d'infanterie (motorisée) (en allemand : 386. Infanterie-Division (motorisiert) à Francfort-sur-l'Oder.
Elle devait partir pour le front de l'Est, mais en janvier 1943, elle s'installe sur le front de l'Ouest en France et est dissoute le 1er mars 1943 pour la reconstruction de la 3. Infanterie-Division détruite à Stalingrad.

## Organisation

### Commandants
| Date                              | Grade        | Commandant                                  |
| --------------------------------- | ------------ | ------------------------------------------- |
| 10 mars 1940 - 7 mai 1940         | Oberst       | Wolfgang Edler Herr und Freiherr von Plotho |
| 1er décembre 1942 - 1er mars 1943 | Generalmajor | Kurt von Jeßer                              |

## Théâtres d'opérations
- Pologne : Mars 1940 - Septembre 1940
- France : Novembre 1942 - Mars 1943

## Ordres de bataille
386. Infanterie-Division 1940
- Infanterie-Regiment 656
- Infanterie-Regiment 657
- Infanterie-Regiment 658
- Aufklärungs-Schwadron 386
- Divisions-Batterie 386
- Nachrichten-Kompanie 386

386. Infanterie-Division (motorisiert) 1943
- Panzer-Abteilung 386
- Grenadier-Regiment 149
- Panzer-Grenadier-Regiment 153
- Kradschützen-Bataillon 386
- Artillerie-Regiment 386
- Infanterie-Divisions-Nachrichten-Abteilung 386
- Divisions-Nachschubführer 386